# Fernando Cardani
Fernando Cardani (* 14. April 1934 in Colonia, Uruguay; † 2. Dezember 2023 ebenda) war ein uruguayischer Schauspieler und Theaterregisseur.
Cardani gehörte den Theatergruppen Teatro Casano und Teatro de la Ciudad de Colonia an. Er war Mitglied der Comedia Municipal von Colonia und wirkte zudem an zahlreichen auf dem Gebiet Colonias gedrehter argentinischer und europäischer Filme mit. Er war überdies Koordinator der Kunstausstellungen im in Colonia beheimateten Theater Bastión del Carmen. Cardani arbeitete zudem als Dozent im Departamento Colonia sowie als Berater von Theaterensembles.
Von der Junta Departamental von Colonia wurde er 2010 gemeinsam mit der Schauspielerin Nilda Smith für seine Verdienste um die coloniensische Kultur geehrt.